# Nogent-sur-Seine
Nogent-sur-Seine – miejscowość i gmina we Francji, w regionie Grand Est, w departamencie Aube. Przez miejscowość przepływa Sekwana. 
Według danych na rok 1999 gminę zamieszkiwało 5963 osób, a gęstość zaludnienia wynosiła 298 osób/km².
Znajduje się tu muzeum rzeźbiarzy Paula Dubois i Alfreda Bouchera.

## Współpraca
Miejscowość partnerska:
- Rielasingen-Worblingen, Niemcy

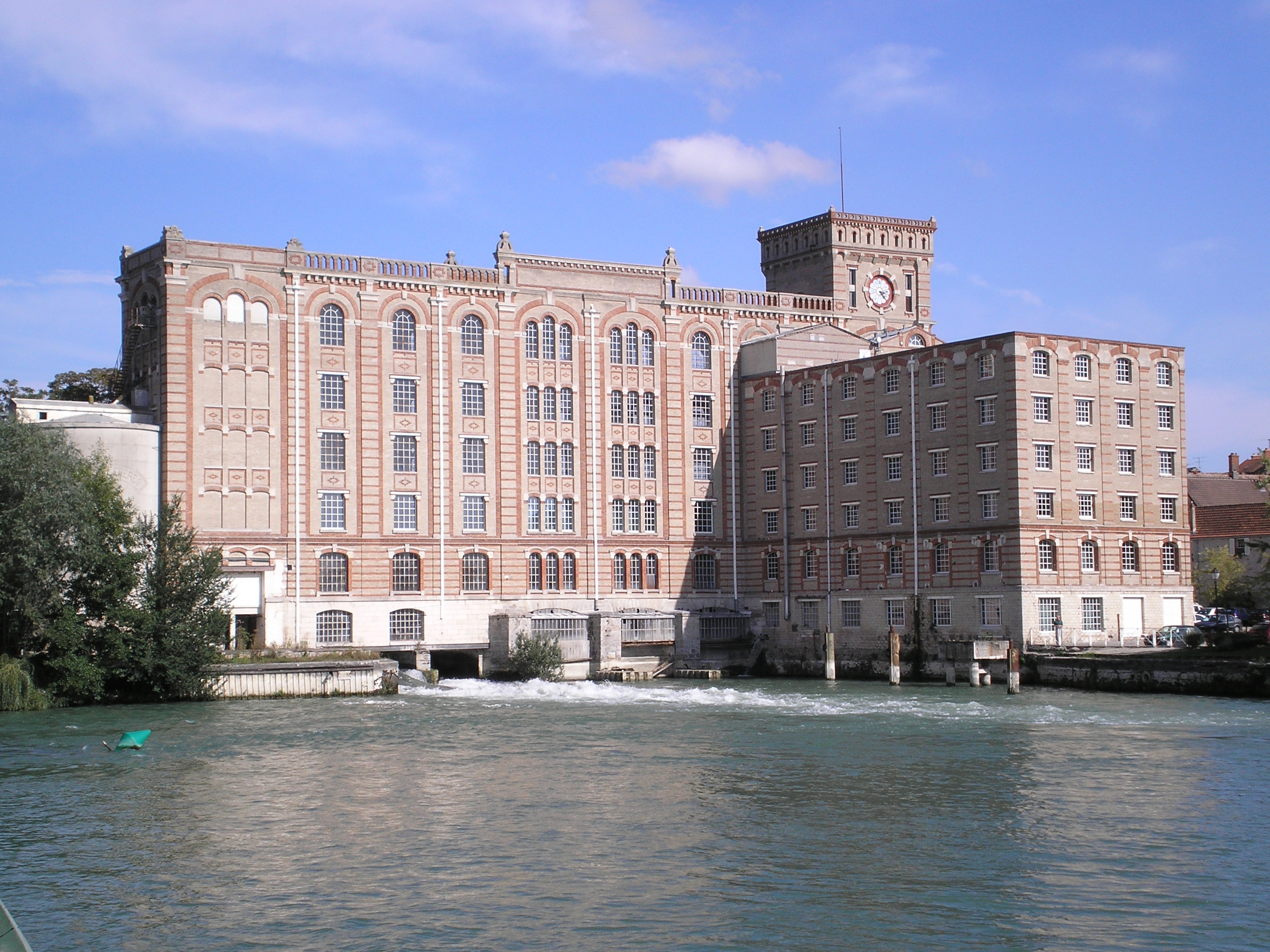
Młyn w Nogent-sur-Seine, 2006
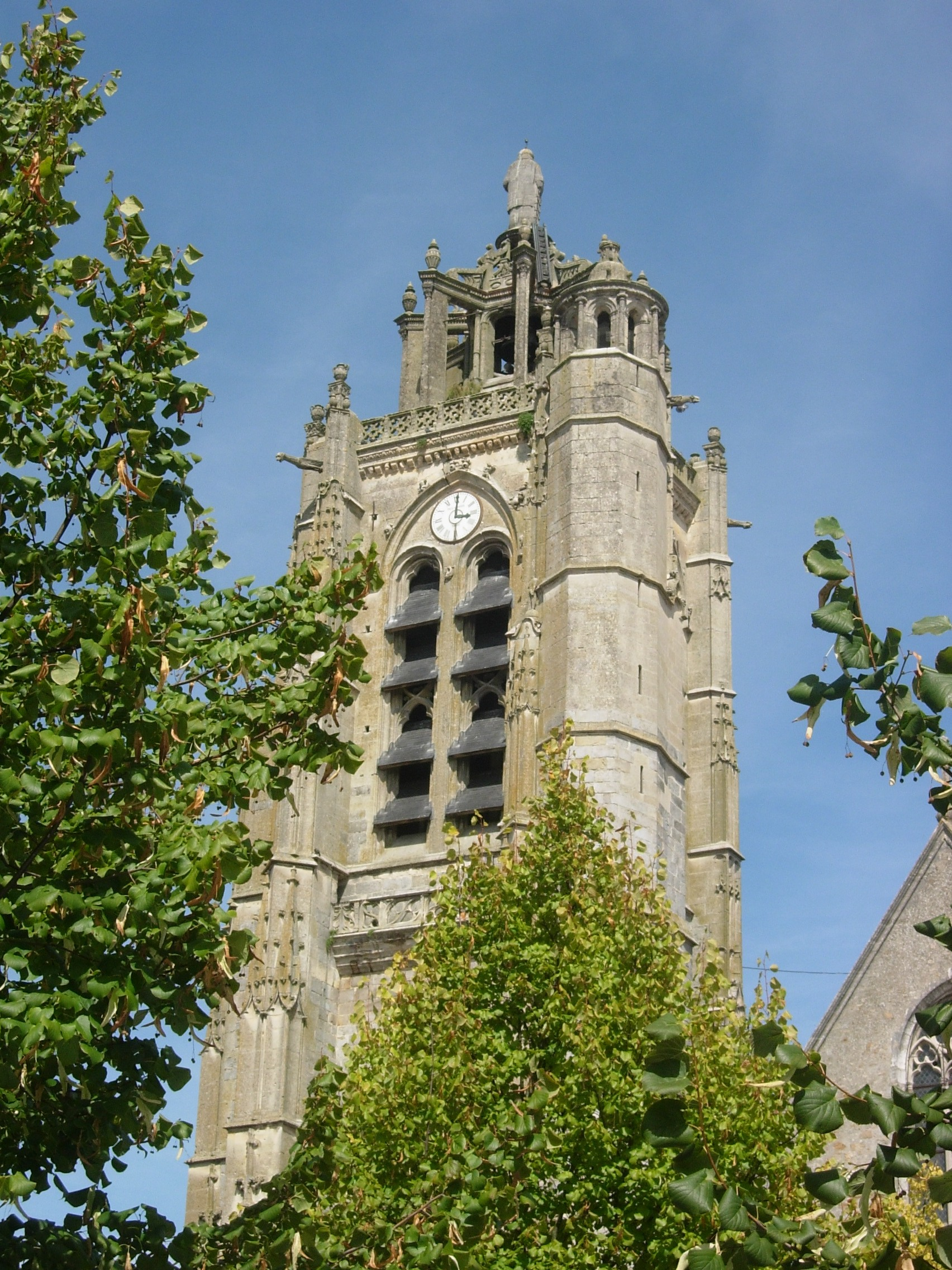
Kościół w Nogent-sur-Seine, 2011